# 2025年世界运动会台球比赛
2025年世界运动会台球比赛是2025年世界运动会的一个项目，于2025年8月10-14日在中国成都市东部新区的中国民用航空飞行学院天府校区体育馆举行。本届台球比赛设置开伦台球、花式台球和斯诺克三个分项。
开伦台球设置男子三库开伦与女子三库开伦2个小项。花式台球设置八球混合、男子10球、女子10球3个小项。斯诺克设置男子15红球和女子6红球2个小项。这是自2001年世界运动会后再次设置女子斯诺克比赛。

## 奖牌榜
*   主办国家/地区（中国）
| 排名                     | 国家 / 地区              | 金牌 | 銀牌 | 銅牌 | 总计 |
| ------------------------ | ------------------------ | ---- | ---- | ---- | ---- |
| 1                        | 中国*                    | 4    | 0    | 2    | 6    |
| 总计（共1个国家 / 地区） | 总计（共1个国家 / 地区） | 4    | 0    | 2    | 6    |

## 奖牌得主

### 开伦台球
| 项目         | 金牌                                | 银牌                       | 铜牌                          |
| 男子三库开伦 | Cho Myung-woo · 韩国（KOR）         | Sameh Sidhom · 埃及（EGY） | Martin Horn · 德国（GER）     |
| 女子三库开伦 | Therese Klompenhouwer · 荷兰（NED） | 宮下綾香 · 日本（JPN）     | Jackeline Perez · 秘鲁（PER） |

### 花式台球
| Event    | 金牌                            | 银牌                           | 铜牌                        |
| 男子10球 | Olivér Szolnoki · 匈牙利（HUN） | Gerson Martínez · 秘鲁（PER）  | Joshua Filler · 德国（GER） |
| 女子10球 | 韩雨 · 中国（CHN）              | Chezka Centeno · 菲律宾（PHI） | 劉莎莎 · 中国（CHN）        |
| 混合8球  | 张泰艺 · 中国（CHN）            | Jason Theron · 南非（RSA）     | 唐春晓 · 中国（CHN）        |

### 斯诺克
| 项目       | 金牌                 | 银牌                               | 铜牌                                   |
| 男子15红球 | 肖國棟 · 中国（CHN） | Michael Georgiou · 塞浦路斯（CYP） | Alexander Widau · 德国（GER）          |
| 女子6红球  | 白雨露 · 中国（CHN） | Narucha Phoemphul · 泰国（THA）    | Ploychompoo Laokiatphong · 泰国（THA） |